# Дрен (планина)
Дрен је планина у јужном делу Северне Македоније, на источној страни Прилепског поља.
Највиши врх је Ливада 1.664 m. 
Северном ивицом преко превоја Плетвара пролази пут Прилеп—Кавадарци, а западним подножјем пут Велес—Прилеп—Битољ.